# TGcom24
TGcom24 é um site de notícias italiano desenvolvido pela Mediaset, lançada em 8 de maio de 2011.